# Mern Å
Mern Å är ett vattendrag i Danmark  Det ligger i Region Själland, i den sydöstra delen av landet, 80 km söder om Köpenhamn.